# Гессен-Гомбург
Ге́ссен-Гомбург (нем. Hessen-Homburg) — немецкое ландграфство в составе Священной Римской империи, существовавшее в 1622—1866 годах. Образовано путём выделения наследственных земель из ландграфства Гессен-Дармштадт. Во главе государства стояли представители Гессенского владетельного дома. Столица — город Гомбург, или Хомбург (ныне Бад-Хомбург).

## История
Основателем Гессен-Гомбургской линии стал младший сын Георга I Гессен-Дармштадтского Фридрих I (1596 год).
При его сыне Фридрихе II промышленность гомбургских владений сильно развилась вследствие иммиграции из Франции реформатов.
Его преемник Фридрих III (1708—1746) заключил с Гессен-Дармштадтом договор, которым впервые были признаны верховные права ландграфов Гессен-Гомбурга над страной. Сын Фридриха III Людвиг Вильгельм Гессен-Гомбургский (1705—1745) являлся генерал-фельдмаршалом на службе у Анны Иоанновны и Елизаветы Петровны.
Фридрих V взял на себя управление Гессен-Гомбургом 22 марта 1766 года. Чтобы завершить конфликт с дармштадтскими кузенами, был подписан так называемый компромисс — отказ Гессен-Дармштадта от суверенных прав на Гессен-Гомбург. По этому договору Гессен-Гомбург обрёл широкие права внутреннего суверенитета, но Гессен-Дармштадт сохранил за собой отношения с императором, представляя Гессен-Гомбург в рейхстаге и взимая за Гомбург имперские налоги. 27 сентября 1768 года Фридрих заключил династический и дипломатический брак с Каролиной Гессен-Дармштадтской, дочерью ландграфа Людвига IX и Генриетты Каролины Пфальц-Цвейбрюккенской, что окончательно утвердило полный суверенитет от Гессен-Дармштадта (становясь прямыми их родственниками) и сделало правящую линию Гессен-Гомбурга официальным преемником Гессен-Дармштадта и всего Гессенского дома (Гессен-Дармштадт был преобразован в Великое герцогство Гессен в 1806 году; дочерьми великого герцога Гессенского были последняя русская царица Александра Фёдоровна и великая княгиня Елизавета Фёдоровна с сохранением династических фамилий — von Hessen-Darmstadt с добавлением приставки und bei Rhein, что делало их прямыми родственниками императорской династии Романовых), а курфюршество Гессен-Касселя было аннексировано Пруссией в 1866 году. Великое Герцогство Гессенское перестало существовать в 1918 году.
При Людвиге Вильгельме (1829—1839) Гессен-Гомбург примкнул к германскому таможенному союзу (1835 год).
Вопреки положениям статьи 13 Федерального закона, в ландграфстве Гессен-Хомбург долгое время не предоставлялась конституция. Ландграф Густав принял конституцию Deutsche Bundesakte (нем.) земли Гессен-Гомбург только 3 января 1850 года в рамках мартовской революции. Вследствие протеста правительства против постановления Франкфуртского национального собрания о закрытии всех игорных домов в Германии, между прочим и в Гомбурге, в страну был послан комиссар с австрийским экзекуционным отрядом, покинувший её лишь после согласия правительства закрыть игорный дом. Но вскоре затем игорный дом был снова открыт и просуществовал до 1872 года.
Ландграфство получило право голоса только при правительстве ландграфа Людвига. 17 мая 1838 года Федеральное собрание Германии объявило ландграфство одним голосом на пленарном заседании. Теперь было разрешено присоединиться к князьям, которые объединились в 16-м общем голосовании во внутреннем совете. В протоколах Бундестага от 9 сентября 1842 года Гессен-Гомбург значился рядом с русскими княжествами, Гогенцоллерн-Гехинген, Гогенцоллерн-Зигмаринген, Лихтенштейн, Липпе-Детмольд, Шаумбург-Липпе и Вальдек в списке государств Германии. Конфедерация.
8 декабря 1837 года Гессен-Гомбург присоединился к Южно-Германской валютной конвенции, заключенной в Мюнхене 25 августа 1837 года, и 20 ноября 1838 года к Дрезденской монетной конвенции, заключенной 20 июля 1838 года. В соответствии с этими соглашениями ландграфы Людвиг и Филипп чеканили монеты номиналом ½, 1 и 2 гульдена, а также 1, 3 и 6 крейцеров. 24 января 1857 года Гессен-Хомбург также присоединился к Венскому монетному двору. С 1858 по 1863 год было отчеканено 38 000 клубных монет Гессен-Гомбург. В 1849 г. вопрос о банкнотах обсуждался в Гессен-Хомбурге, но этот план не был реализован. Но с 1855 года, это было реализовано в Homburger-Bank (нем.) существовал как Privatnotenbank (нем.) — частный центральный банк в земле Гессен-Гомбург, который выпускал банкноты до 1876 года.
После смерти ландграфа Фердинанда, не оставившего потомства, по мирному договору 3 сентября 1866 года Гессен-Гомбург достался Пруссии (только земля). Восточная часть ландграфства (Гомбург) вошла в состав Висбаденского округа прусской провинции Гессен-Нассау, а западная часть (Мейзенгейм) — к Кобленцскому округу Рейнской провинции.
Последние потомки линии Гессен-Гомбург в Германии, Огюста Фридерика и её племянница Каролина, умерли в Людвигслюсте 1 апреля 1871 и в Грайце 18 января 1872 соответственно.

## Ландграфы Гессен-Гомбурга в 1622—1866 годах
- Фридрих I (1585—1638, правил в 1622—1638 годах)
- Вильгельм Кристоф (1625—1681, правил в 1648—1669 годах)
- Георг Кристиан (1626—1677, правил в 1669—1671 годах)
- Фридрих II (1633—1708, правил в 1680—1708 годах)
- Фридрих III (1673—1746, правил в 1708—1746 годах)
- Фридрих IV (1724—1751, правил в 1746—1751 годах)
- Фридрих V (1748—1820, правил в 1766—1820 годах)
- 1806—1815 ограниченная медиатизация в пользу Гессен-Дармштадта
- Фридрих VI (1769—1829, правил в 1820—1829 годах)
- Людвиг (1770—1839, правил в 1829—1839 годах)
- Филипп (1779—1846, правил в 1839—1846 годах)
- Густав (1781—1848, правил в 1846—1848 годах)
- Фердинанд (1783—1866, правил в 1848—1866 годах)